# Mike Cernovich
Michael Cernovich (* 17. listopadu 1977) je americká osobnost sociálních sítí, antifeministický aktivista za práva mužů, spisovatel, politický komentátor, konspirační teoretik a politický extremista.  I když je obecně chápán jako součást alt-right , sám sebe popisuje jako součást „nové pravice“ a někteří lidé ho řadí do tzv. „alt-lite“. Cernovich byl pravidelným moderátorem pořadu The Alex Jones Show na serveru InfoWars.
V roce 2000 se stal bloggerem zaměřeným na antifeministická témata. Získal pozornost v manosféře, kde radil jako tzv. „vyzvedač“ a učinil řadu pobuřujících komentářů ohledně seznamování se a ohledně sexuálního napadení – zejména prohlašoval, že nic jako znásilnění „neexistuje“. V roce 2011 vytvořil web Danger and Play, který byl nejprve známý pro příspěvky týkající se práv mužů. Během americké prezidentské volební kampaně v roce 2016 Cernovich posunul obsah svého blogu směrem k politickému blogu, na němž se vyjadřoval ve prospěch kandidáta (a pozdějšího prezidenta) Republikánské strany Donalda Trumpa a propagoval konspirační teorie o kandidátce Demokratů Hillary Clintonové.
Cernovich je známý svou propagací fake news, konspiračních teorií,  a pomlouvačnými kampaněmi. Pomohl šířit Pizzagate, který falešně tvrdil, že John Podesta a další vysoce postavení činovníci Demokratické strany byli zapojeni do společenství provozujícího sex s dětmi. Cernovich falešně obvinil různé politické odpůrce z toho, že jsou pedofilové nebo že podporují pedofilii. Podařilo se mu na základě obvinění z pedofilie dosáhnout výpovědi z práce reportéra Sama Sedera z MSNBC. Reportér se ale následně do televize vrátil, když se ukázalo, že Cernovichovo tvrzení o něm bylo smyšlené.

## Dětství a mládí
Mike Cernovich je synem Mikea Cernoviche (1927–2020) a Shirley Brew (1930–2013). Cernovichova rodina patřila k silně věřícím křesťanů ve farmářském městě Kewanee ve státě Illinois. Rodina byla chudá a jeho matka trpěla duševními chorobami a byla po určitou dobu hospitalizována v psychiatrické nemocnici. Cernovich promoval s Bachelor of Arts ve filozofii na University of Illinois ve Springfieldu v roce 2001. Má také titul Juris Doctor ze School of Law na Pepperdine University, který získal v roce 2004. 

## Názory
Cernovich sám sebe označuje za „amerického nacionalistu“. Obhajuje zavedení testů inteligence pro všechny přistěhovalce a současně omezování skupiny lidí, kteří mohou do Spojených státu vstoupit. Podporuje také ukončení federálního financování univerzit. Je proti systému dvou stran.
Cernovich byl některými reportéry označován za součást hnutí alt-right. To ale popírá a dává přednost označení „nová pravice“. Ve své studii o alt-right politolog George Hawley konstatuje, že Cernovich „by měl být správně označován“ za „alt-lite“. Komentátorka Angela Nagle popsala Cernovicha jako „hlavní postavu prostředí alt-light“.
V dubnu 2017 Cernovich šířil konspirační teorii, podle níž byl chemický útok v Chán Šajchúnu v Sýrii podvodem financovaným jedním americkým finančníkem.
Cernovich prosazuje univerzální základní příjem na území Spojených států a tvrdí, že „ konzervatismus je na ústupu“. V rozhovoru pro 60 minut v březnu 2017 se vyslovil pro všeobecné zdravotní pojištění a uvedl, že pokud „trpí velká část společnosti nebo země, pak si myslím, že dlužíme všem Američanům to, abychom se o ně postarali a udělali správnou věc.“

### Genocida bílé rasy
Cernovich věří v konspirační teorii o genocidě bílé rasy. Řekl, že právě to je to, co se děje v Jižní Africe. Řekl, že se původně přidal k alt-right poté, co si uvědomil, že „tolerance funguje jen jednostranně a rozmanitost je jen jiné označení pro genocidu bílé rasy“. Později odstranil několik tweetů odkazujících na tento koncept.

## Osobní život
Cernovich byl v roce 2003 zatčen a obviněn ze znásilnění. Obvinění ze znásilnění byla později stažena, ale bylo mu nařízeno vykonávat veřejně prospěšné práce pro přestupek. Jeho záznam byl později vymazán.
Cernovich si vzal svou první manželku jako student práv v roce 2003. Později řekl, že toto manželství „zničila feministická indoktrinace“. Přiznal a chlubil se, že svou první manželku podváděl. Publikoval také několik článků, které obsahovaly tipy, jak podvádět partnery. Jeho manželka byla advokátkou pracující pro firmu ze Silicon Valley a vydělala miliony dolarů z počáteční veřejné nabídky akcií. V roce 2011 podala žádost o rozvod a Cernovich dostal následně ve vypořádání blíže nespecifikovanou „sedmimístnou částku“.
V roce 2012 se Cernovich oženil se Shaunou Ghofranianovou, dcerou íránských přistěhovalců. Mají dvě děti.